# Татяна (певица)
Татяна е българска попфолк и фолклорна певица.

## Живот и творчество
Татяна Къцова е родена на 17 юли 1978 година град Съединение, Пловдивско. Завършва Националното училище за фолклорни изкуства „Широка лъка“ с народно пеене. На 14 април 1999 г. ражда сина си.
През 2023 г. участва в седмия сезон на риалити шоуто „Сървайвър“ по bTV.

## Дискография
- Албуми[5]
  - „Страст“ (2004)
  - „Татяна“ (2005)
  - „Горда съм българка“ (2024)
- Компилации[5]
  - „Златните хитове на Пайнер 18“ (2013)

## Изяви
Певицата е провела три турнета в САЩ – през 2013, 2017 и 2024 г.
Участвала е във фестивалите „Пирин Фолк“, „Валандово“, Охридски Трубадури”.

## Награди
2003
- Специална награда на журито с песента „10 свеки“/ Валандово, Македония[2]
- Специална награда на журито за песента „Биди фер“ / Македония, Охрид[2]
- Първа награда на публиката за песента „Македонска хубост“ / „Пирин фолк“[2]
- Награда за песента „Македонска хубост“ / „Планета ТВ“[2]
- Балканика клип на годината „Биди фер“ / „Планета ТВ“[2]

2004
- Награда за най-добро изпълнение с песента „Яс верувам“ / Охридски трубадури
- Награда на ВМРО за песен с най-патриотичен текст на песента „Горда съм българка“ / Пирин фолк[2]

2011
- Годишни награди на сп. „Нов фолк“ – Най-успешно завръщане на сцената[2]